# Barra do Rocha
Barra do Rocha este un oraș în unitatea federativă  Bahia (BA) din Brazilia.